# René Colin
Pour les articles homonymes, voir Colin.
René Colin est un homme politique français né le 14 juillet 1903 à Lons-le-Saulnier (Jura) et décédé le 4 août 1993 à Feurs (Loire).

## Biographie
Employé de commerce, militant communiste, il est député de la Seine de 1936 à 1940. Il est déchu de son mandat le 20 février 1940, en même temps que les autres députés communistes. Il quitte la vie politique après la Libération.

## Sources
- « René Colin », dans le Dictionnaire des parlementaires français (1889-1940), sous la direction de Jean Jolly, PUF, 1960 [détail de l’édition]